# Australurios longispina
Australurios longispina är en stekelart som beskrevs av Girault 1926. Australurios longispina ingår i släktet Australurios och familjen puppglanssteklar. Inga underarter finns listade.